# Brunitura (colorazione su metallo)
La brunitura (talvolta detta anche bronzatura o metallocromia) è la colorazione superficiale di un metallo praticata con vari metodi ed avente lo scopo di fornire una protezione contro l'ossidazione oltre che di migliorarne l'aspetto.

## Storia
Anticamente si eseguiva il tipo più semplice di brunitura, ovvero l'azzurratura alla fiamma, consistente nell'esporre per qualche secondo il pezzo ad un forte calore, osservandone i veloci cambiamenti di colore ed una volta raggiunto quello desiderato (per es. l'azzurro), si immergeva il pezzo rapidamente nell'acqua a temperatura ambiente rendendo così la colorazione permanente.
Questo metodo aveva essenzialmente due difetti: se il pezzo era in acciaio temperato la tempra poteva subire alterazioni per la brusca differenza di calore; inoltre il colore così ottenuto non era molto resistente agli agenti esterni e facilmente scompariva sotto l'azione di sostanze anche solo debolmente acide come ad esempio il sudore.
A tale metodo furono sostituiti (o talvolta sovrapposti) trattamenti chimici che conferivano (e conferiscono – poiché sono ancora usati) una colorazione assai più resistente e duratura.

## Esecuzione su metalli ferrosi
Generalizzando si può dire che questa si esegue (tranne che per l'acciaio inossidabile)  immergendo il pezzo di ferro o acciaio, ben pulito e sgrassato, in un bagno d'acqua con acetato di piombo, iposolfito di sodio ed altre sostanze che possono variare in quantità (così come i tempi del trattamento stesso) a seconda del metallo da trattare e del colore che questo deve assumere.
Un metodo ancora oggi assai usato specialmente da restauratori e da costruttori nella produzione di piccole serie è il seguente: il pezzo, sempre ben pulito e sgrassato, viene immerso in un bagno a circa 100 °C di acqua in cui vengono disciolti iposolfito di sodio, acetato di piombo e solfato di rame. Prolungando il tempo di immersione il metallo assume via via vari colori passando dal blu chiaro, al porpora, al grigio, fino al nero.
Una brunitura nera e brillante su ferro ed acciaio si può anche ottenere immergendo il pezzo scaldato fino al colore giallo in olio e, una volta raggiunta la brunitura, scaldandolo ancora lievemente per poi lasciarlo raffreddare a temperatura ambiente.  Un altro sistema, assai vecchio ma che non altera le proprietà della tempra consiste nel cospargere il pezzo con cera vergine di api alla quale viene successivamente dato fuoco. Una volta che questa è completamente bruciata il pezzo viene lasciato lentamente raffreddare. Questo metodo non è più usato, se non da alcuni amatori di armi antiche e restauratori.

## Esecuzione su metalli non ferrosi
Si può ottenere una brunitura su rame, ottone o bronzo utilizzando una soluzione di Solfuro di potassio (chiamato comunemente "fegato di zolfo"), semplicemente immergendovi i pezzi anche a freddo (sempre ben sgrassati)  per qualche minuto e sciacquandoli poi in acqua corrente.

## Brunitura mediante trattamenti galvanici
Uno dei vari metodi, oggi molto usati, anche a livelli industriali, consiste nell'immergere il pezzo da trattare in una soluzione acquosa di solfantimoniato di sodio (o "sale di Schlippe"), di carbonato di sodio anidro e praticare poi un'elettrolisi per alcuni minuti alla temperatura ambiente con una corrente di 0,35 ampere a tensioni comprese tra 2,4 e 4 volt. Questo metodo è impiegato anche nel trattamento di rame ed ottone.

## Brunitori per piccoli pezzi
Esistono attualmente in commercio soluzioni brunitrici già pronte che agiscono anche a freddo e richiedono solo una preventiva accurata pulizia dei pezzi da trattare. È poi sufficiente stendere un velo di prodotto (o più se si desidera un colore più scuro) sul pezzo ed una volta raggiunto il colore voluto sciacquarlo in acqua e, dopo accurata asciugatura, lasciare il pezzo immerso in olio per un certo tempo onde evitare la possibile ossidazione che potrebbe sopravvenire nelle ore immediatamente successive. Tali soluzioni (che esistono sia per metalli ferrosi che non) non permettono però (tranne rare eccezioni) la brunitura omogenea e uniforme su pezzi di grandi dimensioni.